# 阿伦巴赫
阿伦巴赫是德国莱茵兰-普法尔茨州的一个市镇。总面积27.56平方公里，总人口637人，其中男性322人，女性315人（2011年12月31日），人口密度23人/平方公里。